# Laura Bridgman
Pour les articles homonymes, voir Bridgman.
Laura Dewey Lynn Bridgman (21 décembre 1829 – 24 mai 1889) est la première sourde et muette américaine à avoir reçu une éducation en anglais, 50 ans avant Helen Keller. Elle était aussi complètement aveugle,,.